# Деода Грате де Долом'є
Д'єдонне Сільвен Гі Танкред де Грате де Долом'є, зазвичай відомий як Деода де Долом'є (фр. вимова: [deɔda də dɔlɔmjø]; 23 червня 1750 р – 28 листопада 1801) — французький геолог. Його іменем названо мінерал і породу доломіт і кратер на вулкані Пітон-де-ла-Фурнез.

## Біографія
Деодат де Долом'є народився в Дофіне, Франція. Він був одним з 11 дітей Марі-Франсуази де Беренже та її чоловіка, маркіза де Долом'є. У дитинстві молодий Деодат виявив значний інтелектуальний потенціал і особливий інтерес до природного оточення свого будинку в Альпах на південному сході Франції. Долом'є розпочав свою військову кар'єру в Суверенному військовому ордені Лицарів Святого Іоанна (також званих Госпітальєрами або Мальтійськими Лицарями) у віці 12 років. Його зв'язок з Мальтійським орденом викликав у нього труднощі протягом усього його життя, починаючи з дуелі, на якій він бився у віці 18 років, коли він убив одного з членів ордена. За цей злочин його засудили до довічного ув'язнення, але завдяки заступництву папи Климента XIII він був звільнений лише через рік.

## Кар'єра
В роки, передуючі Французькій революції, Долом'є брав активну участь в інтелектуальному житті Франції та решти Європи. Він підтримував численні соціальні контакти серед дворянства, і хоча він ніколи не одружувався, Долом'є мав репутацію дамського угодника. Через свого друга і наставника, герцога де Ларошфуко, Долом'є став членом-кореспондентом Королівської академії наук. В 1782 році він переконав Великого Магістра Мальтійського ордену почати астрономічні спостереження на Мальті. Він проводив свій вільний час, здійснюючи наукові екскурсії по Європі, збираючи зразки мінералів і відвідуючи райони їх видобутку. Його інтереси включали мінералогію, вулканологію та походження гірських хребтів. Хоча Долом'є дуже цікавився вулканами, він переконався, що вода відіграла важливу роль у формуванні поверхні Землі через низку доісторичних катастрофічних подій. Долом'є був геологом-катастрофістом набагато більшою мірою, ніж уніформістом.
Його сучасник Джеймс Гаттон опублікував принцип уніформізму лише в 1795 році. Долом'є був спостережником і витрачав багато часу на збір і класифікацію геологічних даних. На відміну від Гаттона, він не створив важливих наукових принципів чи теорій, але він зробив значний внесок у геологію в інший спосіб: відкривши мінерал доломіт, який названий тепер на його честь.

### Геологія Доломітових Альп

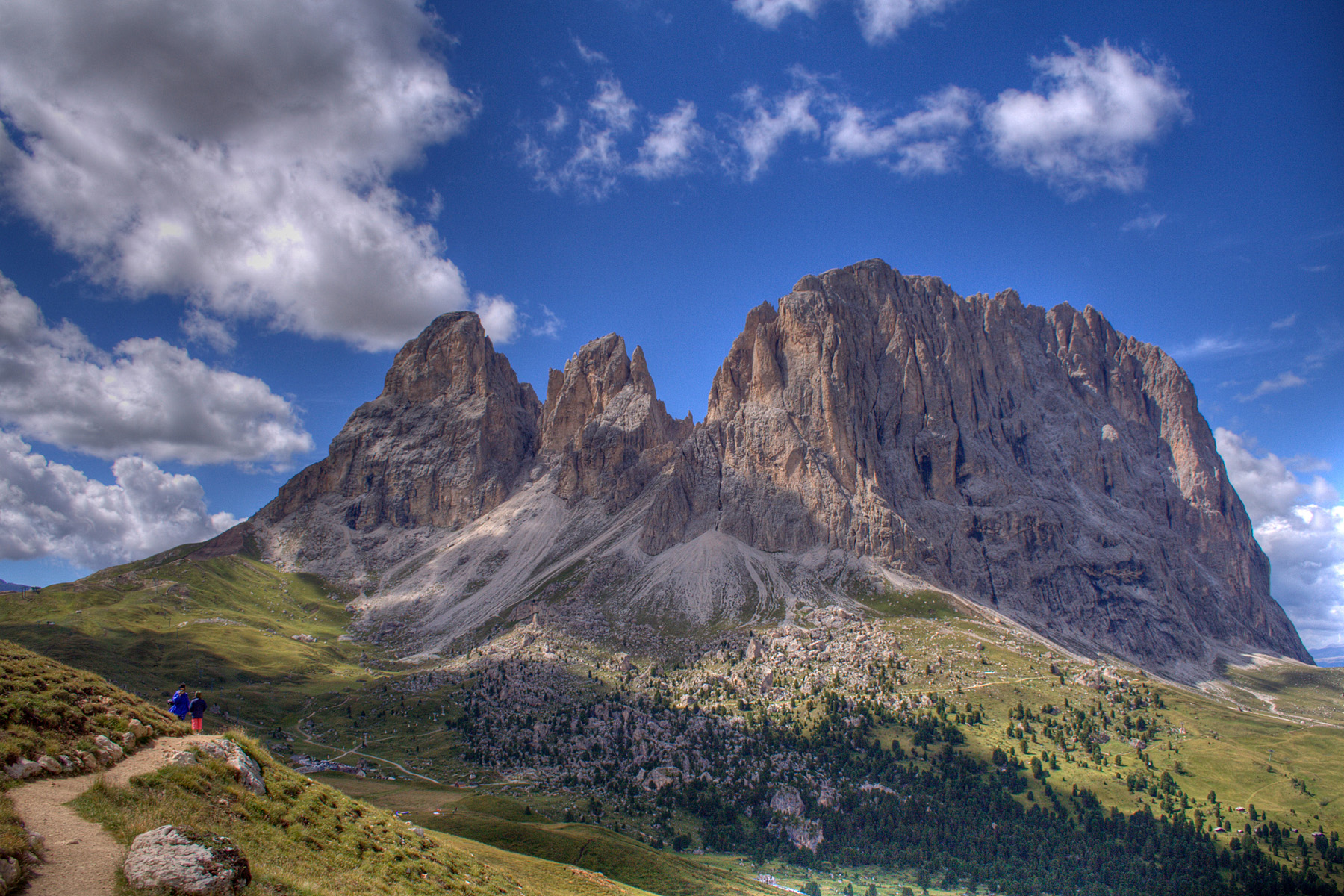
Доломіти, гірський масив в італійських Альпах, названий на честь Долом'є, який вперше описав знайдений там мінерал доломіт.

Під час однієї зі своїх подорожей до Тірольських Альп (сьогодні частина північно-східної Італії) Долом'є виявив вапняну породу, яка, на відміну від вапняку, не пінилася під дією слабкої соляної кислоти. Ці спостереження він опублікував у 1791 році у французькому науковому журналі Journal de Physique. У березні 1792 року Ніколя-Теодор де Соссюр назвав цю гірську породу доломітом. Сьогодні і гірська порода, і її основний мінерал носять назву на честь Долом'є, як і Доломітові Альпи, гірський хребет на північному сході Італії.
Долом'є не був першим, хто описав мінерал доломіт. Карл Лінней, ймовірно, перший звернув увагу на гірську породу, що нагадує вапняк, але не піниться від розведеної кислоти. У своїй книзі «Oryctographia Carniola, oder physikalische Erdbeschreibung des Herzogthums Krain, Istrien und zum Theil der benachbarten Länder», опублікованій Йоганном Ґоттлобом Іммануелем Брейткопфом у 1778 році, австрійський натураліст Бельсазар Гакет також помітив цю різницю між вапняком і гірською породою, яку Гакет описав як lapis suillus. Гакет і Долом'є познайомилися в Лайбаху в 1784 році, коли Долом'є відвідував Жиґу Цойса. Гакет добре знав про описи цієї гірської породи Карлом Ліннеєм. На сторінці 5 другого тому його роботи «Oryctographia Carniola», яка вийшла у 1781 році, Гакет писав, що білий порошок, який він знайшов біля міста Ворле, був схожим на вапняк, але не реагував з розбавленим розчином соляної кислоти, нагадавши йому marmor tardum, описаний Ліннеєм.

### Мальтійський орден
Одночасно з науковою діяльностю, Долом'є продовжував кар'єру в Мальтійському лицарському ордені і був підвищений до командира в 1780 році. Однак він мав труднощі через те, що його ліберальні політичні уподобання були непопулярні серед консервативної знаті, яка контролювала Орден. У 1780 році Долом'є пішов у відставку з військової служби і присвятив весь свій час подорожам і науковій роботі.

### Французька революція
Долом'є спочатку був відданим прихильником Французької революції, але змінив своє ставлення до революції після вбивства його друга герцога де ла Рошфуко, обезголовлення кількох його родичів, та коли йому саму ледь вдалось уникнути гільйотини. У цей час Долом'є став прихильником Наполеона Бонапарта. У 1795 році, втративши своє майно під час революції, Долом'є погодився на посаду професора природничих наук у Центральній паризькій школі та почав писати мінералогічний розділ «Методичної енциклопедії». Наступного року його призначили інспектором шахт і професором у Вищій національній школі шахт Парижа, де його портрет досі висить у бібліотеці. Його велика колекція мінералів сьогодні зберігається в Національному музеї природної історії в Парижі.

### Епоха Бонапарта
До 1798 року Долом'є завоював міжнародну репутацію одного з провідних геологів світу, і його запросили приєднатися до наукової експедиції, яка супроводжувала вторгнення Наполеона до Єгипту, і увійти до складу секції природничої історії та фізики Інституту Єгипту. У березні 1799 року Долом'є захворів і був змушений повернутись з Александрії до Франції. Його корабель потрапив у шторм і шукав порятунку в італійському порту Таранто, де Долом'є був взятий у полон. У полон також потрапив генерал Тома-Александр Дюма, батько письменника Александра Дюма. Місто було частиною Королівства Обох Сицилій, яке тоді воювало з Францією. Великий магістр Мальтійського ордену вважав Долом'є своїм ворогом за його участь у переговорах про капітуляцію острова Мальта Наполеону. Магістр засудив Долом'є, і його перевели до Мессіни в Сицилію, і ув'язнювали в жахливих умовах, в одиночній камері, протягом наступних 21 місяця.
Ув'язнення всесвітньо відомого вченого за таких умов викликало обурення інтелектуальної спільноти Європи. Навіть наукова спільнота Англії (яка воювала з Францією) протестувала проти ув'язнення. Талейран, міністр закордонних справ Франції, намагався домовитися про звільнення Долом'є через Римського папу. Наполеон, який на той час був першим консулом Франції, був проти того, щоб звертатись до папи. Підхід майбутнього імператора до проблеми був більш прямим. Навесні 1800 року Наполеон повів французьку армію в Італію, завдавши нищівного удару австрійцям та їхнім італійським союзникам 14 червня в битві при Маренго. Тоді вся Італія опинилася під контролем Наполеона. Однією з умов, продиктованих Наполеоном у Флорентійському мирному договорі (березень 1801 року), було негайне звільнення Долом'є.
Після звільнення Долом'є відновив наукові дослідження та подорожі. Але його здоров'я, підірване довгим ув'язненням на Сицилії, не витримало подорожі в Альпи. Деодат Долом'є помер 28 листопада 1801 року в будинку своєї сестри в Шатонефі.

## Роботи

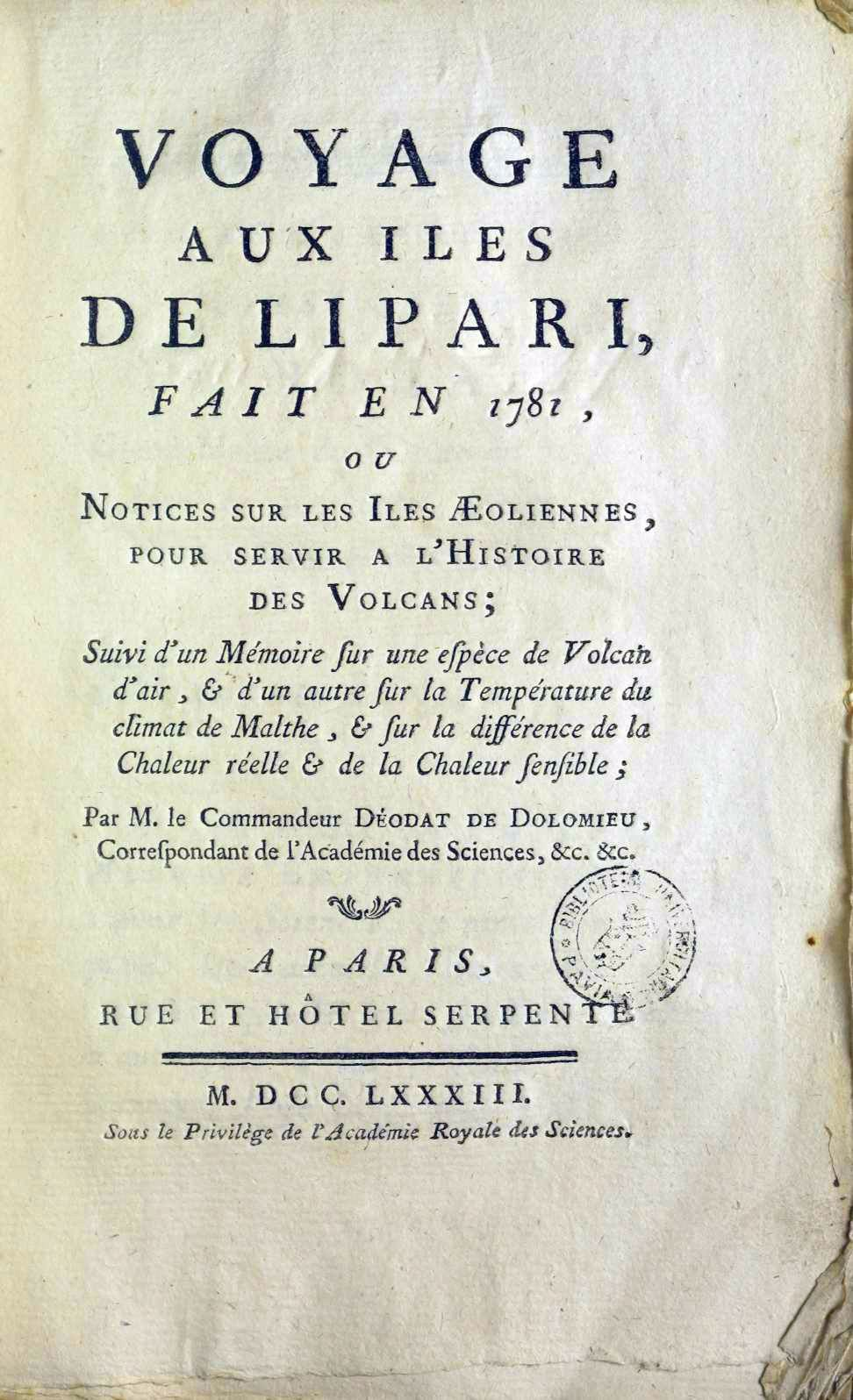
Подорож до островів Ліпарі, 1783 рік

- Voyage aux iles de Lipari (фр.). Paris: Gaspard-Joseph Cuchet. 1783.

## Пам'ять
Джордж Ф. Кунц написав про його внесок у мінералогію.
Учень Долом'є і відомий натураліст Жан-Батист Борі де Сен-Венсан в 1801 році дав ім'я свого вчителя найбільшому вершинному кратеру вулкана Пітон-де-ла-Фурнез на французькому острові Реюньйон, кратеру Долом'є.